# Peitz
Peitz (pol. hist. Pieczyn lub Picń, dolnołuż. Picnjo) – miasto we wschodnich Niemczech, w kraju związkowym Brandenburgia, na terenie Łużyc, w powiecie Spree-Neiße, siedziba urzędu Peitz. Miasto leży w odległości około 15 km na północ od centrum Chociebuża, liczy ok. 5 tys. mieszkańców.

## Muzeum
- Muzeum hutnictwa i rybołówstwa w Peitz

## Współpraca międzynarodowa
- Kostrzyn nad Odrą, Polska